# بثشيبا دبليو. سميث
بثشيبا ويلسون بيغلر سميث (3 مايو 1822 - 20 سبتمبر 1910) من الأعضاء الأوائل في حركة قديسي الأيام الأخيرة. الرئيسة العامة الرابعة لجمعية الإغاثة التابعة لكنيسة يسوع المسيح لقديسي الأيام الأخيرة (كنيسة إل دي سي)، ورئيسة معبد سولت ليك، وعضو مجلس إدارة مستشفى ديزيريت، في مدينة سولت ليك، يوتا، ورائدة في حركة حق المرأة في التصويت في غرب الولايات المتحدة.

## ناوفو، إلينوي
في ناوفو، إلينوي، في 25 يوليو 1841، تزوجت بثشيبا بيغلر من جورج إيه. سميث الذي كان أصغر عضو في رابطة الرسل الاثني عشر لكنيسة المسيح في ذلك الوقت. أنجبت بثشيبا طفلهما الأول، جورج ألبرت جونيور، في 7 يوليو 1842.  بعد عدة أشهر من الولادة، غادر جورج إيه. إلى الولايات الشرقية لخدمة رسالة تبشيرية. عند عودته إلى ناوفو في عام 1843، تلقى جورج وبثشيبا مراسيم الهبات والختم. في عام 1844، غادر زوج سميث مرة أخرى في مهمة. عاد في أغسطس في الوقت المناسب عند ولادة ابنته، في 14 أغسطس 1844.
احتفظت سميث بمذكرات وكراسة رسم لمعظم حياتها تضمنت رسومات لأعضاء بارزين في مجتمع قديس اليوم الأخير. من بين أشهرها صورة جانبية لرئيس الكنيسة جوزيف سميث.
صممت بثشيبا وإليزا آر. سنو ملابس المعبد الأصلية بناءً على طلب جوزيف سميث.

## مدينة سولت لايك، يوتا
خلال أزمة الخلافة التي حدثت بعد اغتيال سميث، انضمت بثشيبا سميث وزوجها وطفلاها إلى مجموعة قديسي الأيام الأخيرة التي تتبع بريغهام يونغ. سافروا غربًا واستقروا أولًا في مدينة سولت ليك. بينما انتقل أفراد الأسرة الآخرون لاحقًا إلى جنوب ولاية يوتا، أمضت سميث بقية حياتها في مدينة سولت ليك. بثشيبا وجورج إيه. سميث والدان لثلاثة أطفال. قُتل ابنهما جورج إيه. سميث جونيور على يد النافاجو بينما كان في طريقه لأداء رسالة تبشيرية مع جاكوب هامبلين إلى الهوبي. تزوجت ابنتهما من كلارنس ميريل، وكان من بين أطفالهما أليس ميريل هورن. توفي طفلهما الثالث، جون، يوم ولادته، 14 أبريل 1847، في وينتر كوارترز، نبراسكا. ربت سميث أيضًا ابنة أختها، جولينا لامبسون، التي أصبحت فيما بعد زوجة جوزيف إف. سميث.
خلال أوائل سبعينيات القرن التاسع عشر، عمل جورج إيه. سميث مستشارًا أولًا في الرئاسة الأولى في عهد يونغ. سافر هو وزوجته إلى العديد من مستوطنات المورمون الناشئة للتبشير وتعزيز شؤون الكنيسة.
بعد وفاة زوجها في عام 1875، أصبحت سميث نشطة في الشؤون المدنية وشاركت محليًا في حركة حق المرأة في التصويت، وبصورة رئيسية من خلال المقالات التي كتبتها لمجلة ذا ومنز إكسبوننت. لسنوات عديدة، بدءًا من ناوفو، شاركت سميث أيضًا بشكل كبير في أعمال المعبد، وكانت رئيسة لمعبد سولت ليك.

## قيادة جمعية الإغاثة العامة
في عام 1888، أصبحت سميث المستشار الثاني في الرئاسة العامة لجمعية الإغاثة. ومن منصبها هذا شجعت الناس على صنع الملابس في المنزل. استدعوها لتعمل رئيسة عامة لجمعية الإغاثة في عام 1901 وخدمت في هذا المنصب حتى وفاتها في عام 1910. أثناء إدارتها، انتهى بناء مبنى جمعية الإغاثة الأصلي (في عام 1909) وساعدت في تقديم دروس حول تربية الأطفال، والصناعة، والزواج. بالإضافة إلى ذلك، أنشأت جمعية الإغاثة العامة مكتب توظيف للشابات، ودورات تعليمية للتمريض والأمهات، وخطط لتخزين الطعام تحت قيادة سميث. كانت سميث أيضًا عضوًا في مجلس إدارة مستشفى ديزيريت وعملت في رئاسة جمعية تخفيض النفقات.
كانت من بين الذين استدعوا للإدلاء بشهادتهم قبل جلسات استماع سموت، ولكن بسبب اعتلال صحتها، لم تتمكن إلا من تقديم إفادة خطية.